# Грјази
Грјази (рус. Грязи) град је у Русији у Липецкој области. Према попису становништва из 2010. у граду је живело 46807 становника.

## Становништво
| 1939.  | 1959.  | 1970.  | 1979.  | 1989.  | 2002.  | 2010.  |
| ------ | ------ | ------ | ------ | ------ | ------ | ------ |
| 25.881 | 34.425 | 41.292 | 42.624 | 47.458 | 47.478 | 46.807 |